# Blaue Adria (Oberlausitz)

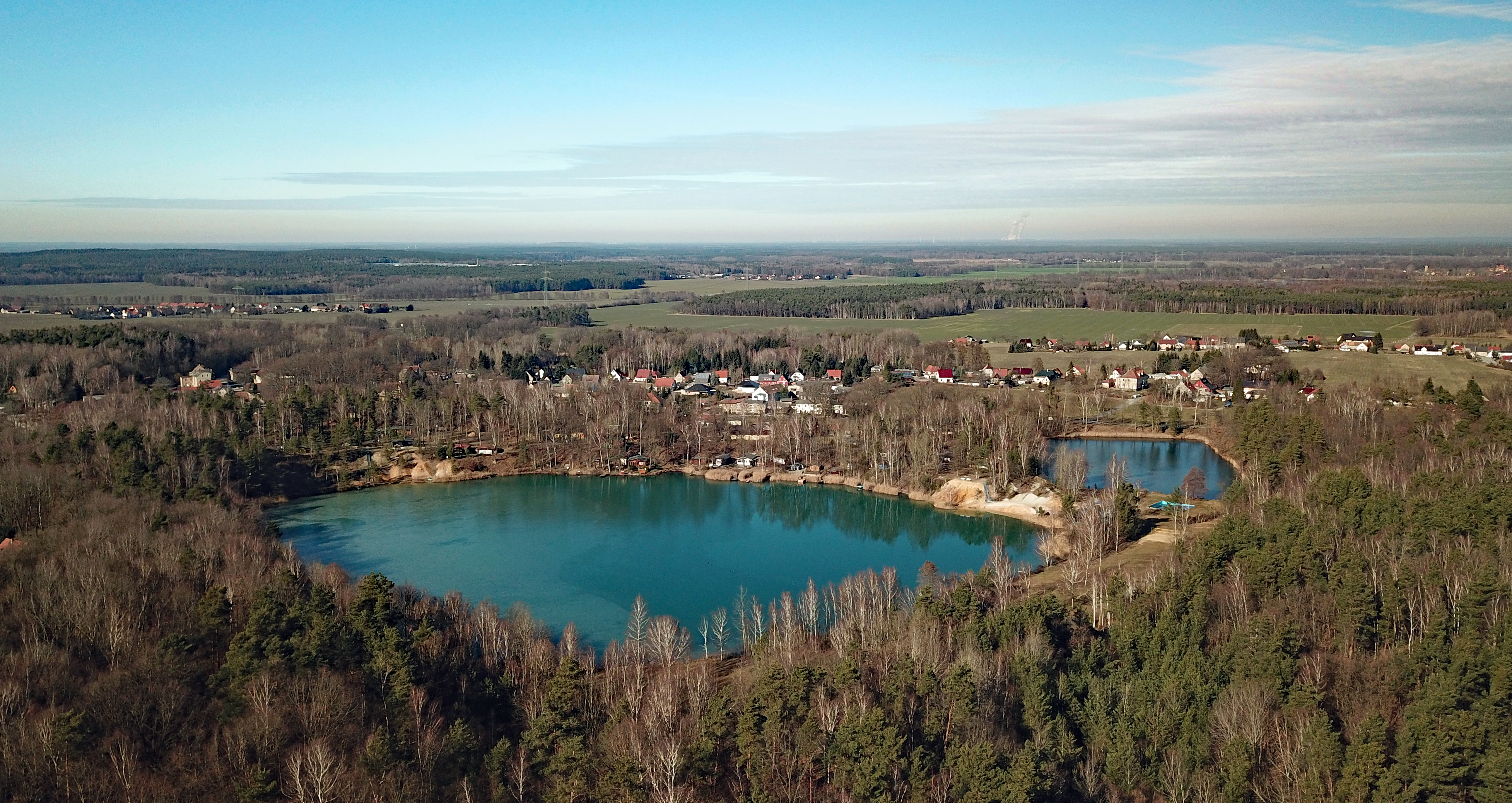
Luftbild

Die Blaue Adria, obersorbisch Módra Adrija, ist ein Naherholungszentrum mit Badesee und Campingplatz in der Gemeinde Großdubrau in Sachsen. Es entstand an einem wassergefüllten Bergbaurestloch, das ursprünglich von der dortigen Adolfshütte als Kaolintagebau genutzt wurde.

## Lage und Umgebung
Die Blaue Adria liegt im Bundesland Sachsen etwa 13 km nördlich der Stadt Bautzen, am Rande des Biosphärenreservates Oberlausitzer Heide- und Teichlandschaft, im Ortsteil Crosta der Gemeinde Großdubrau.
Die Wasserfläche hat eine Größe von 4,8 Hektar und ist umsäumt von überwiegend begrastem Ufer, teilweise auch sandigen Abschnitten durchsetzt, direkt in den angrenzenden Waldbestand übergehend.

## Beschreibung
Der Badesee Blaue Adria liegt mitten in einem Mischwaldgebiet, als Bestandteil eines ungefähr 17 Hektar großen, eingefriedeten Naherholungszentrums mit Campingplatz. Der Badesee wird von privaten Pächtern bewirtschaftet und ist öffentlich, gebührenpflichtig zugänglich.
Auf dem umzäunten Gelände gibt es neben Liegewiesen und Spielplatz, einem Kiosk für diverse Speisen und Getränke auch ein separates Kinderbadebecken, eine Wasserrutsche, Grillplätze sowie WC-Einrichtungen. Die ständig überwachte Wasserqualität ist sehr gut und erscheint aufgrund der Bodenzusammensetzung in einem kräftigen Türkisblau.
Vereinzelt, vor allem im hinteren Bereich der Liegewiesen wird auch FKK gelebt.

## Geschichte
Im Jahre 1893 begann an der Stelle des heutigen Sees der Abbau von Kaolin, der als Rohstoff für die Papierherstellung genutzt wurde.
Der Abbau erfolgte durch die Adolfshütte AG. Nach Beendigung des Abbaus im Jahre 1930 wurden die Produktionsanlagen abgerissen und die Grube füllte sich langsam mit Grundwasser. Aufgrund der unbefestigten Ufer bestand viele Jahre die Gefahr von Böschungsrutschungen, sodass eine Nutzung als Badegewässer verboten wurde. Erst nach dem Ende des Zweiten Weltkrieges erlaubte man das Baden.
Am 17. April 1945, wenige Tage vor dem Ende des Zweiten Weltkrieges, stürzte ein amerikanisches Kampfflugzeug vom Typ P-51 „Mustang“ in den See. Der Motor dieses Flugzeuges wurde 1991 geborgen und steht seitdem im Militärhistorischen Museum Flugplatz Berlin-Gatow in Berlin. Der Name „Blaue Adria“ wurde von italienischen Kriegsgefangenen am Ende des Zweiten Weltkrieges geprägt. Die türkisblaue Wasserfärbung erinnerte sie an das Adriatische Meer.